# Felix Walter
Felix Walter (* 19. September 1890 in Ludwigsburg; † 17. Februar 1949 in Stuttgart) war ein deutscher Jurist, Verwaltungsbeamter und Politiker (CDU).

## Leben und Beruf
Walter wurde als Sohn des württembergischen Landgerichtsdirektors und Politikers Karl Walter geboren. Nach dem Abitur nahm er ein Studium der Rechts- und Staatswissenschaften in Tübingen und Berlin auf, das er 1917 mit dem zweiten juristischen Staatsexamen beendete. Während seines Studiums wurde er Mitglied der katholischen Studentenverbindung KStV Alamannia Tübingen im KV. Anschließend trat er in den juristischen Staatsdienst des Landes Württemberg ein. Von 1919 bis 1933 war er im Staatsministerium des freien Volksstaates Württemberg tätig. 1929 erhielt er die Beförderung zum Oberregierungsrat. Nach der Machtübernahme der Nationalsozialisten wurde er als Landgerichtsrat nach Stuttgart zwangsversetzt. Seit 1945 beteiligte er sich als Landesgerichtsdirektor für Justiz am Wiederaufbau der Justizverwaltung in Württemberg-Baden, zuletzt als Ministerialrat.

## Partei
Walter trat 1919 in die Zentrumspartei ein und war von 1924 bis 1933 deren Vorsitzender in Groß-Stuttgart. 1945 zählte er zu den Gründern der CDU in Nordwürttemberg.

## Abgeordneter
Walter war 1946 Mitglied der Verfassunggebenden Landesversammlung und anschließend bis zu seinem Tode Abgeordneter im Landtag von Württemberg-Baden. Er vertrat im Parlament den Wahlkreis 5 (Aalen). 1948/49 war er Mitglied des Parlamentarischen Rates. Hier unterstützte er zusammen mit Fritz Eberhard und Theodor Heuss die Bewerbung der Stadt Stuttgart als Sitz der Hauptstadt der Bundesrepublik Deutschland.